# Bumetanide
La bumetanide è un medicinale diuretico dell'ansa e può essere utilizzato come agente per il trattamento degli stati di sovraccarico di fluidi ed edema, ad esempio nell'insufficienza cardiaca.
Questa classe di farmaci è caratterizzata dalla presenza di strutture chimiche diverse, aventi poche caratteristiche in comune. 
Nel corso degli anni i ricercatori, nell'intento di realizzare nuovi farmaci e migliorare le caratteristiche dei precedenti, sintetizzarono molecole dalle svariate strutture, fino ad arrivare proprio alla Bumetanide. 
Essa deriva da studi condotti a livello dei sostituenti della Furosemide e si mostra essere, nei pazienti con funzionalità renale non compromessa, fino a 40 volte più attiva del suo predecessore. L'intento della ricerca era quello di sostituire l'atomo di Cloro in posizione 4 della Furosemide con altri sostituenti. Il cloro era infatti ritenuto, fino a quel momento, indispensabile per l'attività della molecola. Tramite queste modifiche si arrivò ad ottenere la Bumetanide. Essa, grazie a caratteristiche strutturali proprie, come la presenza di un raggruppamento fenossi, risultò possedere proprietà diuretiche efficaci.
.

## Storia
Nel 2008 la Food and Drug Administration
degli Stati Uniti, ordinava la rimozione dal commercio delle StarCaps, in cui la bumetanide si mostrava essere un ingrediente attivo non descritto nel supplemento.
Infatti, tra le altre varie funzioni, la Bumetanide può essere impiegata, a volte, per la perdita di peso, in quanto, come diuretico, promuove la perdita di acqua.
Grazie a questa sua funzione, tuttavia, riesce a mascherare la presenza di altri farmaci nell'organismo, compresi gli steroidi. 
Diluendo infatti il contenuto delle urine dell'utente, si ottiene una minor concentrazione di sostanze filtrate, rendendo l'eventuale presenza di steroidi meno rilevabile. Questo trucco venne sfruttato in passato dagli sportivi, come dimostra il caso del 2008 quando quattro giocatori NFL furono sospesi dall'ESPN sulla base della politica sportiva riguardante l'uso degli steroidi in seguito all'assunzione di Bumetanide.

## Farmacodinamica
I diuretici favoriscono l'eliminazione del liquido nella circolazione sanguigna, attraverso la riduzione del cloruro di sodio e diminuendo di conseguenza la pressione sistolica e il precarico. La Bumetanide è un potente diuretico dell’ansa e, come tale, agisce a livello del tratto ascendente dell’ansa di Henle, dove inibisce i meccanismi di riassorbimento tubulare attraverso il trasporto attivo di ioni Na+, K+ e Cl- a cui consegue il riassorbimento di acqua per gradiente osmotico. Il risultato è un’azione diuretica e natriuretica. L’elevata efficacia di questi farmaci di ridurre il riassorbimento di acqua, deriva proprio dalle caratteristiche del sito in cui agiscono: infatti nel tratto ascendente dell’ansa di Henle viene riassorbito un notevole quantitativo di Na+ pari a circa il 25%. Quindi la Bumetanide, andando ad inibire questo riassorbimento, riduce in modo significativo il gradiente osmotico utile al riassorbimento di acqua a livello del dotto collettore causandone una maggiore eliminazione.
Oltre ad essere inibitore del cotrasportatore sodio-potassio-cloruro 2 (NKCC2), la Bumetanide inibisce anche la sua isoforma (NNKCC1) la quale, a differenza della NKCC2 che è espressa solo a livello renale, è espressa in varie cellule dove esplica tantissime funzioni fisiologiche come la regolazione del volume cellulare, la secrezione del fluido alveolare e il trasporto di ioni. Per questo motivo i ricercatori hanno deciso di studiare il ruolo di NKCC1 nel modulare l'immunità dell'ospite. Lo studio prevedeva il trattamento con un lipopolisaccaride (LPS) in modo da stimolare l'espressione e la fosforilazione di NKCC1 nelle cellule in vitro attivandole a produrre citochine infiammatorie. Pretrattando le cellule con NKCC1, si è vista una riduzione dell'attivazione delle cellule infiammatorie indotte dal LPS; di fatto, somministrando Bumetadine sotto forma di spray intratracheale ai topi, si è osservato come essi mostravano una maggiore resistenza all'infiammazione tissutale e al conseguente danno polmonare. Il risultato di questo studio ha messo in luce come NKCC1 possa amplificare il ruolo dei macrofagi indotti da LPS e per questo potrebbe rappresentare un nuovo bersaglio per il trattamento della sindrome da distress respiratorio acuto correlata a sepsi.
Un'ulteriore studio è stato condotto per sottolineare le molteplici funzionalità del Bumetanide. In particolare alcuni ricercatori hanno effettuato uno studio clinico in doppio cieco somministrando il diuretico a bambini affetti da autismo. Dal momento che la Bumetanide, riducendo la concentrazione di Cloruri intracellulare, incrementa l'entità dell'effetto inibitorio del GABA nei neuroni, si è visto che essa ha avuto effetti positivi nel ridurre la scala di valutazione dell'autismo infantile in cui il funzionamento del GABA sarebbe alterato.
Sicuramente sono necessari ulteriori studi per capire meglio quale possa essere la popolazione che meglio si adatta a questo trattamento, ma comunque rimane il fatto che la Bumetanide sia un valido agente terapeutico per il trattamento di questa patologia.

## Farmacocinetica
La Bumetanide viene generalmente somministrata per via orale e l’effetto diuretico ha una rapida comparsa d’azione, avviene infatti nei primi 30 minuti, mentre l’effetto massimo viene raggiunto dopo 1-2 ore. Raggiunge una biodisponibilità compresa tra l’80% e il 95%, dopo essere stata rapidamente assorbita nel tratto gastrointestinale, ma ha un tempo di emivita abbastanza breve che va da 0,75 a 2,6 ore. Circa l'80% del Bumetanide viene assorbito e il suo assorbimento non cambia se lo si assume con il cibo. Si dice che sia un diuretico più prevedibile, inteso con il fatto che l'assorbimento prevedibile si riflette in un effetto più prevedibile. 
La maggior parte del farmaco si concentra nel plasma dove si trova legato per il 95% alle proteine plasmatiche, nel fegato e nei reni, e non è ancora chiaro se esso riesca ad attraversare la placenta e la barriera ematoencefalica.
La Bumetanide viene eliminata in parte per via renale a seguito di filtrazione glomerulare e secrezione tubulare, mentre il resto è espulso attraverso la bile nelle feci.
Al momento non si conoscono metaboliti attivi. Il metabolita urinario primario è l'alcool 3 'della catena N-butile e il metabolita biliare primario è l'alcol 2'.

## Sintesi
La Bumetanide viene sintetizzata dall'acido 4-clorobenzoico. Quest'ultimo viene solfonilclorurato mediante acido clorosolforico, in modo da ottenere l'acido 4-cloro-3-clorosulfonilbenzoico, che viene ulteriormente nitrato con acido nitrico a 4-cloro-3-clorosulfonil-5-nitrobenzoico acido. Segue poi una reazione con l'ammoniaca da cui si ottiene l'acido 5-amminosolfonil-4-cloro-3-nitrobenzoico che a sua volta, reagendo con il fenolato di sodio, diventa acido 5-ammino-sulfonil-3-nitro-5-fenossibenzoico. Il nitrogruppo subisce poi una riduzione grazie alla presenza dell'idrogeno e del catalizzatore di palladio su carbone nell'ambiente di reazione, in modo da costituire l'acido 3-ammino-5-amminosolfonil-5-fenossibenzoico. 
Come ultimo passaggio di sintesi,l'acido reagisce con alcol butilico in presenza di acido solforico per ottenere la bumetanide desiderata.

Sources:

## Usi
Gli usi principali del farmaco si vedono nei casi di edema associato a scompensi epatici, renali, cardiaci e a sindromi neuropatiche.
Studi recenti condotti dall'Istituto Mediterraneo di Neurologia di Marsiglia (gruppo di ricerca guidato dal fondatore stesso dell'istituto Ben-Ari) hanno dimostrato un'azione positiva da parte di questa specialità nella cura dell'autismo. La Bumetanide sembra infatti essere in grado di ridurre la concentrazione di cloro a livello neuronali inducendo un miglioramento della sintomatologia dei pazienti affetti da autismo.
Se ne vede un utilizzo anche nella cura di edemi polmonari acuti, ipercalcemia acuta, ipokaliemia moderata e overdose di anioni.

## Controindicazioni
- Coma epatico
- Gotta (nell'eliminazione gli urati entrano in competizione).
- Ipersensibilità al principio attivo, ai sulfamidici o agli eccipienti utilizzati
- Resistenze crociate nei pazienti che si mostrano essere sensibili ai sulfamidici
- Scompenso cardiaco
- Insufficienza renale
- Grave squilibrio elettrolitico

Nel caso in cui, durante la terapia a base di questa specialità, nel paziente dovessero riscontrarsi un aumento dell'urea nel sangue o condizioni di anuria/oliguria, si consiglia l'interruzione della terapia.

## Avvertenze ed indicazioni per l'uso
- particolare attenzione va posta durante il trattamento di pazienti anziani, questo farmaco infatti potrebbe portare a una riduzione dell'edema troppo rapida e causare collassi circolatori e cadute di pressione-flusso a livello cardiaco
- i pazienti trattati con la bumetanide che soffrono di insufficienza epatica necessitano di costanti controlli
- coloro che seguono diete a basso contenuto di sali, nel momento in cui si sottopongono a una cura a base di questo principio attivo, rischiano di riscontrare importanti squilibri elettrolitici
- la bumetanide rischia di aumentare la tossicità di altri farmaci nel caso di interazioni
- è sconsigliato l'uso a pazienti presentanti rare malattie legate all'assorbimento e al metabolismo del galattosio[15]

## Effetti indesiderati
Alcuni degli effetti indesiderati sono disturbi gastrointestinali, ipotensione, iponatriemia, cefalea, gotta, vertigini, nausea, iperucemia, vomito, febbre, ipericalcemia, ipoglicemia, ipomagnesiemia, iperuricemia, affaticamento, pancreatite, rash.

## Fertilità, gravidanza e allattamento
Nell'uomo non vi sono ancora dati relativi all'uso di questo farmaco in gravidanza e per tale ragione se ne sconsiglia l'utilizzo. 
Gli unici studi condotti sono test su animali che non evidenziano effetti teratogeni.
Allo stesso modo non vi sono neppure studi inerenti all'allattamento: ecco quindi che si consiglia una sospensione della terapia durante il periodo di allattamento a meno che questo farmaco non risulti essere essenziale. In quest'ultimo caso il neonato deve essere costantemente controllato per l'eventuale comparsa di effetti avversi.